# Stephan von Gröning (Offizier)
Stephan Albert Heinrich von Gröning (* 7. Mai 1898 in Bremen; † 1982 ebenda) war ein deutscher Offizier der Abwehr im Zweiten Weltkrieg.

## Leben

Das Haus von Gröning in Bremen

Stephan von Gröning entstammte dem bremischen stadtpatrizischen Geschlecht Gröning und wuchs in außerordentlich wohlhabenden Verhältnissen auf. Seine Mutter, eine geborene Helena Graue (1863–1939), stammte aus den Vereinigten Staaten, weshalb er auch fließend Englisch sprach. Sein Vater Heinrich von Gröning (1856–1913) war Großkaufmann und seit 1902 niederländischer Konsul in Bremen. Die Familie bewohnte das 1833 von Jacob Ephraim Polzin errichtete Haus Am Wall 113.
Während des Ersten Weltkriegs trat von Gröning im Rang eines Oberleutnants in das als Weiße Dragoner bekannte Dragoner-Regiment „Königin Olga“ ein, wurde an der Westfront verwundet und mit dem Eisernen Kreuz II. Klasse ausgezeichnet. Eine Lungenentzündung, auf die eine Erkrankung an Tuberkulose folgte, führte zu seiner Entlassung wegen Dienstuntauglichkeit. Bei einem Gesundungsaufenthalt in Davos lernte er die gleichfalls tuberkulosekranke Britin Gladys Nott Gillard kennen, die er dort am 19. Dezember 1923 heiratete.
Gemeinsam mit seiner Ehefrau ging er sehr viel auf Reisen und versuchte sich als Geschäftsmann: Er erwarb ein Kaffeehandelsunternehmen, das wenig später bankrott machte, und spekulierte mit erheblichem Verlust an der Börse. Nach diesen Misserfolgen unterließ von Gröning jegliche weitere geschäftliche Aktivität, obgleich er im Bremer Adressbuch auch weiterhin mit der Tätigkeitsbezeichnung Kaufmann aufgeführt wurde.
Die fehlgeschlagenen Investitionen hatten dazu geführt, dass von Grönings Vermögen nahezu aufgezehrt war, was er allerdings ignorierte. Er verbrachte die folgenden Jahre untätig, sieht man vom Sammeln von Kunstwerken und der ausgiebigen Lektüre von Büchern in mehreren Sprachen ab. 1932 erfolgte die Scheidung von seiner Ehefrau.
Für den Nationalsozialismus hatte von Gröning, der extreme Ideologien ablehnte und Antisemitismus als vulgär betrachtete, keinerlei Sympathien und suchte auch nach 1933 keine Nähe zum Regime Adolf Hitlers. Bei Beginn des Zweiten Weltkriegs meldete er sich wieder bei der Kavallerie und diente im Rang eines Rittmeisters im Stabsdienst. Nach einem Jahr bewarb er sich bei der Abwehr, da ihn die intellektuelle Herausforderung der nachrichtendienstlichen Arbeit reizte. Seine umfassenden Kenntnisse der britischen und amerikanischen Sprache und Kultur erwiesen sich rasch als sehr nützlich für ihn; zudem stellte sich heraus, dass er eine gute Menschenkenntnis besaß und schnell das Vertrauen von Gesprächspartnern zu gewinnen vermochte.
Von Grönings Fähigkeiten verschafften ihm Ansehen innerhalb der Abwehr; als 1941 die Schaffung einer Agentenschule nahe Nantes beschlossen wurde, fiel die Wahl für die Führung der Einrichtung auf ihn. Als Leiter der Abwehrnebenstelle Nantes, die ihren Sitz im Château de la Bretonnière in Vigneux-de-Bretagne hatte, war von Gröning unter dem Alias Dr. Graumann (von ihm selbst in Anlehnung an den Mädchennamen seiner Mutter gewählt) von April 1942 an Führungsoffizier von Eddie Chapman; zwischen den beiden Männern entwickelte sich eine Freundschaft, die noch enger wurde, als von Gröning gegenüber Chapman im Verlauf der Zeit immer offener seinen steigenden Abscheu gegen die nationalsozialistische Herrschaft bekundete. Es besteht die Vermutung, dass von Gröning Chapmans Doppelspiel erahnte oder sogar von ihm selbst eingeweiht worden war.
1944 wurde das Haus Am Wall 113, in dem sich von Grönings gesamter Besitz befand, bei einem Bombenangriff auf Bremen zerstört. Da er auch kein Vermögen mehr hatte, war er somit praktisch mittellos und lebte fortan bei seiner Schwester Dorothea von Gröning. Bei Kriegsende wurde er von der US Army festgenommen, jedoch nach nur sechs Monaten bereits wieder entlassen. Da er, um Lebensmittelkarten zu erhalten, einen Beruf nachweisen musste, verschafften ihm Freunde der Familie zum Schein eine Anstellung in einem Bremer Museum. Von Gröning heiratete erneut und führte ein ab dann sehr unauffälliges Leben; 1974 nahm Chapman, der erst 29 Jahre nach Kriegsende durch einen Zufall den wahren Namen seines ehemaligen Führungsoffiziers erfahren hatte, wieder Kontakt zu ihm auf. Bei der Hochzeit von Chapmans Tochter 1979 zählten von Gröning und seine Ehefrau Ingeborg von Gröning zu den geladenen Gästen.
Stephan von Gröning verstarb 1982. Er ist im Familiengrab auf dem Waller Friedhof (Grablage NN 21) in Bremen beigesetzt worden.

## Darstellung im Film
In dem 1966 gedrehten Film Spion zwischen 2 Fronten wird von Gröning als Baron von Grunen von Yul Brynner dargestellt. Die filmische Interpretation des Charakters hat jedoch wenig mit dem Vorbild gemein: Während der reale Stephan von Gröning ein intelligenter, kultivierter und scharfsinniger, aber auch träger, genussfreudiger und unmilitärischer Mensch war, folgt die Figur des von Grunen, der ein strenges, militärisch-präzises Auftreten pflegt, eher den gängigen Stereotypen des preußischen Offiziers. Klare Übereinstimmung besteht jedoch in der ablehnenden Haltung gegenüber dem Nationalsozialismus. Am deutlichsten tritt die Diskrepanz zwischen realer Person und Filmcharakter darin zutage, dass Baron von Grunen gegen Ende des Films wegen seiner Verbindungen zu den Attentätern des 20. Juli erschossen wird, während Stephan von Gröning das Kriegsende um Jahrzehnte überlebte.